# Badi (cours d'eau)
Pour les articles homonymes, voir Badi (homonymie).
Le Badi (ou Bady) est un cours d'eau de Guinée, affluent de rive gauche du Konkouré.

Le Badi, vers 1905
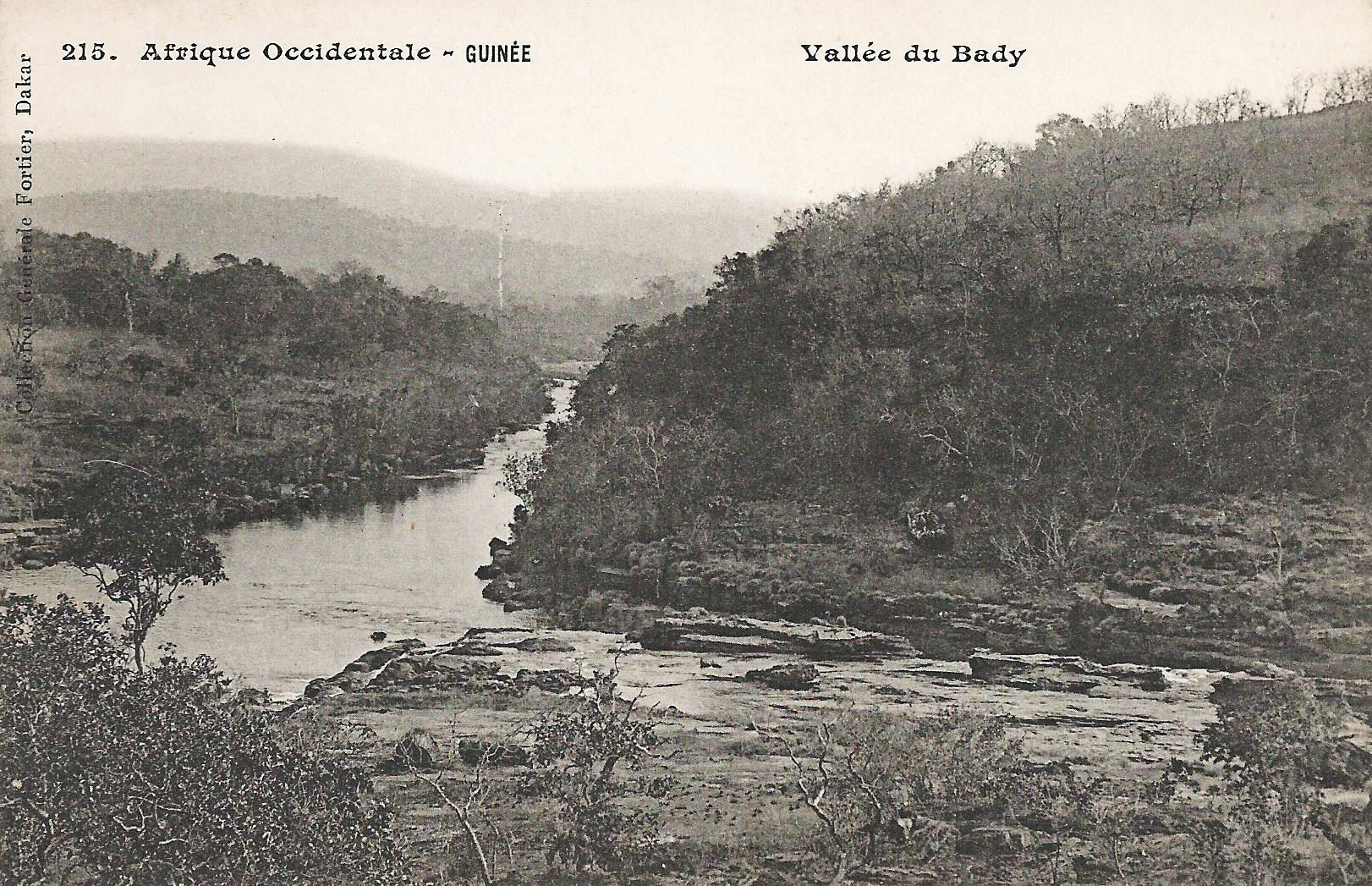
Vallée du Badi.
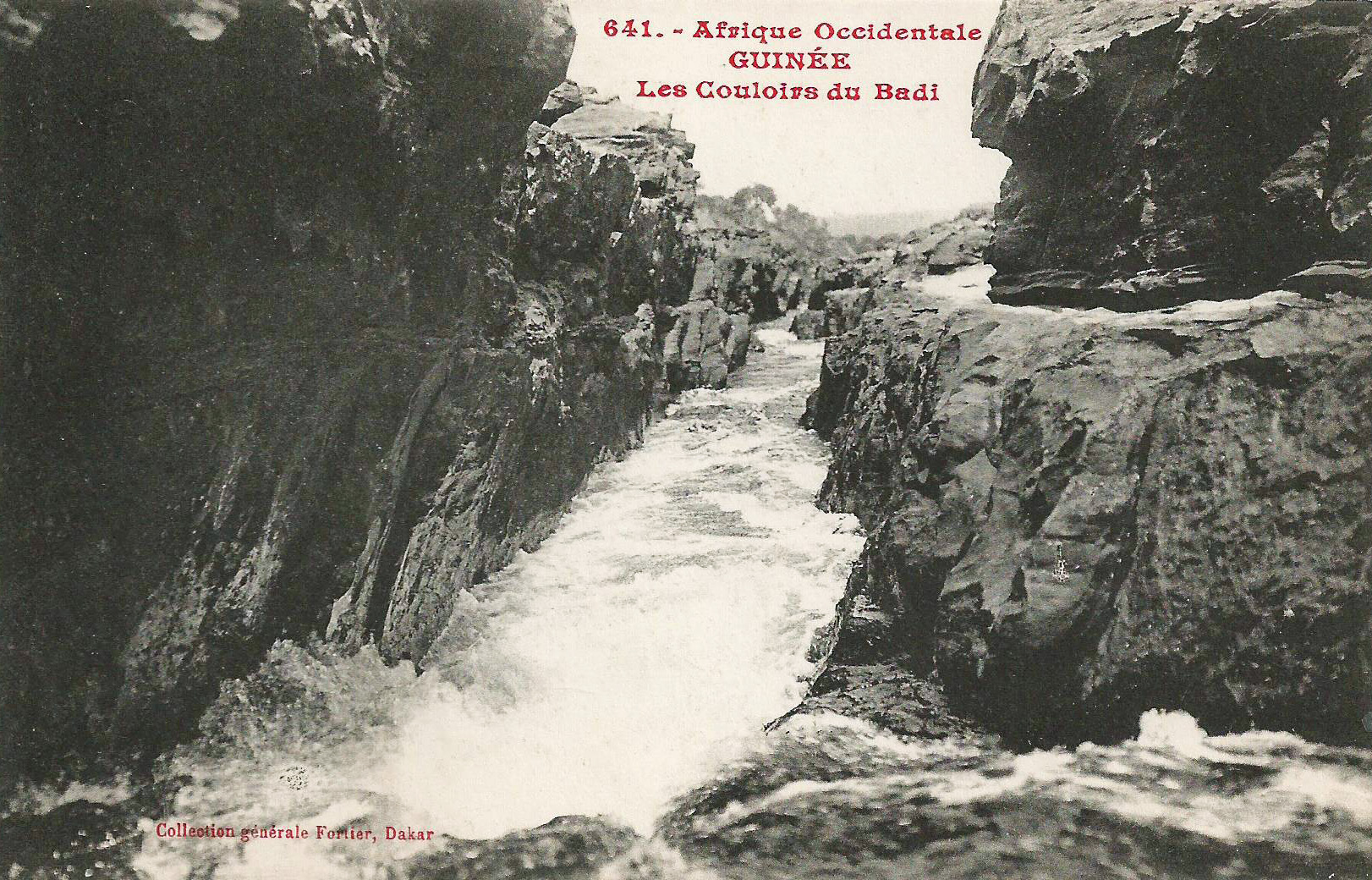
Les couloirs du Badi.